# Companhia Brasileira de Cartuchos
Companhia Brasileira de Cartuchos — бразильская компания, производящая оружие и боеприпасы, расположенная в городе Сан-Пауло. Выпускает дробовые ружья и малокалиберные винтовки под маркой Магтек. Компания основана в 1926 году итальянскими иммигрантами семейства Матараццо. С 1936 году по 1979 год компанией совместно владели American Remington Arms Company и британская фирма ICI. В 1979 году контроль над компанией перешёл к группам Arbi и Imbel. Филиал фирмы расположен в Рио-де-Жанейро. Компания экспортирует около 80% продукции. Вместе CBC Global operations нанимает 3500 квалифицированных рабочих и производит более 1,5 миллиарда боеприпасов в год.